# Ich will
«Ich will» (нім. «Я хочу») — третій сингл гурту «Rammstein» з третього альбому «Mutter».

## Список композицій
Maxi-Single
1. «Ich will» (Album Version) — 3:37
2. «Ich will» (Live) — 4:17
3. «Ich will» (Westbam Mix) — 6:19
4. «Ich will» (Paul van Dyk Mix) — 6:13
5. Pet Sematary (Performed live with Clawfinger) — 6:31
6. «Ich will» (Live CD-R Track) — 4:05

- Також продається у вигляді 2-трек CD з Ich will (Album Version) та Ich will (Live).

UK CD Part 1 (Червона обкладинка)
1. «Ich will» (Radio Edit)
2. «Links 2 3 4» (Clawfinger Geradeaus Remix) — 4:28
3. «Du hast» (Remix By Jacob Hellner) — 6:44
4. «Ich will» (Video) — 4:05

UK CD Part 2 (Green Cover)
1. «Ich will» (Radio Edit)
2. «Halleluja» — 3:45
3. «Stripped» (Heavy Mental Mix By Charlie Clouser) — 5:18

UK DVD Part 3 (Помаранчева обкладинка)
- «Ich will» (Live Video Version)
- 4 x 30 Seconds Video Clips
  - «Bück dich»
  - «Rammstein»
  - «Wollt ihr das Bett in Flammen sehen?»
  - «Asche zu Asche»
- Photo Gallery (10 Shots)
- 2 x Audio Tracks
  - «Feuerräder» (Live Demo Version 1994)
  - «Rammstein» (Live)

## Відеокліп
Відеокліп «Ich will» показує групу, що вдирається до банку і захоплює заручників, наче грабуючи його. Це відео показує як процес «пограбування», так і його наслідки.

Пограбування: Показується група, що входить до банку з панчохами на головах, крім Флейка, котрий на животі має складну на вигляд бомбу. Інші члени групи (за винятком Флейка) пізніше виходять з будівлі здатися до Spezialeinsatzkommando(SEK)(німецький спецназ) і мас медіа. Реакція останніх на групу доволі несподівана. Наприкінці відео таймер бомби на Флейку досягає нуля. Відео швидко показує уривки з інших кліпів та закінчується.

Наслідки: Група (без Флейка) виходить з автобуса, одягнуті в однакові роби і закуті у кайданки. Вони крокують, оточені великим натовпом і медіа, натовп зустрічає їх оплесками. Група йде до трибуни, де отримує «Золоту камеру» (Goldene Kamera) — німецьку версію «Еммі». Позаду групи великий портрет Флейка з траурною стрічкою, який, імовірно, загинув у банку, де і лежать його «рештки» (більшу частину «наслідків» показано на початку кліпу, хоча їх також можна переглянути пізніше).

У інтерв'ю «Rammstein» пояснили, що кліп «Ich Will» — це демонстрація нав'язування медіа хорошої історії, а також як ілюстрація безсмертя, яке може бути здобуто тими, хто чинить несправедливість; можливо саме тому під час інтерв'ю у кліпі (з лідером групи) журналістів зображено мертвими.

Відео було знято в Берліні в колишній Державній раді НДР, будівлі, у котрій зараз розміщено Європейську школу менеджменту та технологій.

Одна з точок зору: «Rammstein» прийшли не забрати гроші з банку, а зруйнувати банківську систему (символізм у знищенні банку) в інтересах нинішнього і майбутніх поколінь.

## Концертне виконання
На концерті Volkerball виконувалась після пісні Sonne й перед Ohne Dich.

Під час виконання приспіву:

Könnt ihr mich hören? — Wir hören dich

Könnt ihr mich sehen? — Wir sehen dich

Könnt ihr mich fühlen? — Wir fühlen dich

Ich verstehen euch nicht

Тіль співав питання, а відповіді голосно співали фанати, тобто:

Ви мене чуєте? — Так, ми чуємо тебе!

Ви мене бачите? — Так, ми бачимо тебе!

Ви мене відчуваєте? — Так, ми відчуваємо тебе!

Я вас не розумію!

## Чарти
| Чарт (2001–2002)                          | Найвища позиція |
| ----------------------------------------- | --------------- |
| Австрія (Ö3 Austria Top 75)               | 59              |
| Фінляндія (Suomen virallinen lista)       | 19              |
| Німеччина (Media Control AG)              | 29              |
| Нідерланди (Mega Single Top 100)          | 52              |
| Шотландія (Official Charts Company)       | 22              |
| Іспанія (PROMUSICAE)                      | 19              |
| Велика Британія (Official Charts Company) | 30              |

| Чарт (2022)              | Найвища позиція |
| ------------------------ | --------------- |
| Угорщина (Single Top 40) | 38              |

| Чарт (2023)   | Найвища позиція |
| ------------- | --------------- |
| Литва (AGATA) | 93              |

## Сертифікації
| Регіон                                                      | Сертифікація | Продажі |
| ----------------------------------------------------------- | ------------ | ------- |
| Німеччина (BVMI)                                            | Золотий      | 250 000 |
| продажі+прослуховування, що базуються лише на сертифікаціях |              |         |